# Homoflexibilité

Drapeau de l'homoflexibilité

L'homoflexibilité est une orientation sexuelle définie comme une attirance généralement envers les personnes du même sexe/genre, mais qui peut parfois également se manifester envers les personnes du sexe/genre opposé. Bien qu'elle puisse être comparée à la bisexualité, l'homoflexibilité se distingue par le fait qu'elle est une orientation sexuelle monosexuelle, c'est-à-dire dont l'attirance est majoritairement homosexuelle avec des expériences hétérosexuelles limitées. Le contraire se produit avec l’hétéroflexibilité, dont l’attirance sexuelle ou romantique se porte principalement vers des personnes du sexe/genre opposé, mais avec des expériences occasionnelles avec des personnes du même sexe/genre.

## Monoflexibilité
Les personnes monoflexibles sont généralement attirées par un seul genre, parfois par plusieurs, notamment les personnes homoflexibles et hétéroflexibles. Les personnes homoflexibles sont moins souvent représentées que les personnes hétéroflexibles. Il existe des études, des articles et des citations depuis 2003, et entre d'autres années, ainsi que des retours sur les individus homoflexibles et monoflexibles, leur orientation, leur vie et leurs expériences collectives et individuelles,.

## Comparaisons
L'homoflexibilité et l'hétéroflexibilité sont toutes deux comparées à la bicuriosité, bien que le concept de « flexible » puisse être distingué du concept de « curieux » por ne pas nécessairement vouloir expérimenter la sexualité, que l'on définit généralement comme des caractéristiques de la bicuriosité,.

## Autres termes
D'autres termes, plus spécifiques, sont utilisés pour ramener l'homoflexibilité des femmes, comme lesbiflexible (lesbiflexibilité). Des abréviations telles que homoflex, gayflex, entre autres, peuvent apparaître. 